# Kikuko Mikawa
Kikuko Mikawa (参河紀久子?, Mikawa Kikuko; Kyoto, 29 aprile 1968) è un'ex cestista giapponese.

## Carriera
Con il Giappone ha disputato i Giochi olimpici di Atlanta 1996 e due edizioni dei Campionati del mondo (1990, 1994).